# Longipedia thailandensis
Longipedia thailandensis is een eenoogkreeftjessoort uit de familie van de Longipediidae. De wetenschappelijke naam van de soort is voor het eerst geldig gepubliceerd in 2008 door Chullasorn & Kangtia.